# Cinturón de hierro de Chile
El cinturón de hierro de Chile (también cinturón de hierro de Atacama) es una provincia geológica rica en yacimientos de mineral de hierro en el norte de Chile. Se extiende como un cinturón de norte a sur a lo largo de la parte occidental de las regiones chilenas de Coquimbo y Atacama, aproximadamente entre las ciudades de La Serena y Taltal. El cinturón sigue gran parte del sistema de fallas de Atacama y tiene unos 600 km de largo y 25 km de ancho.

## Geología
Los minerales del cinturón de hierro de Chile se formaron en pulsos separados durante el período Cretácico como resultado de procesos magmáticos e hidrotermales. Al menos parte de la roca de óxido de hierro-apatita se originó a partir de hierro fundido en forma de lava, tefra e intrusiones. Por lo tanto, el magma de óxido de hierro-apatita se enfrió y solidificó como roca de forma diversa desde volcanes superficiales hasta profundidades de 10 km e incluso más.
Según Oyarzún et al., un cambio importante se produjo a finales del Neocomiano cuando se produjeron procesos de emplazamiento de la superpluma del Pacífico medio y de reorganización de las placas tectónicas, lo que desencadenó una gran fuerza de empuje de la corteza que resultó en un mayor acoplamiento entre las placas de subducción y superposición. Ello cambió por completo el entorno tectónico de Chile que finalizó el período extensional del Cretácico Inferior y aumentó el estrés a escala de la corteza. Como consecuencia, los magmas dioríticos sobrepresurizados fueron empujados hacia arriba principalmente a lo largo del mejor camino estructural posible en el norte de Chile, esto es, la zona de falla de Atacama, formando eventualmente un cinturón de más de 500 km de largo de depósitos de hierro tipo Kiruna con reservas de ~2,000Mt (60% Fe).
Algunos geólogos han especulado que el impacto de un gran meteorito en el Pacífico durante el período Cretácico pudo haber puesto en marcha una serie de cambios tectónicos que condujeron a la formación de los minerales.

## Depósitos
Los depósitos de mineral de óxido de hierro-apatita, óxido de hierro-cobre-oro (IOCG, por sus siglas en inglés) y cobre-plata tipo manto son los principales tipos de depósitos. Se considera que los depósitos hierro-apatita e IOCG tienen orígenes diferentes. Los depósitos tipo manto se concentran en la parte norte de la faja y se emplazan principalmente sobre rocas de la formación La Negra.

### Minas de hierro
Existen alrededor de 40 yacimientos de mineral de hierro en la zona del cinturón, el mayor de los cuales alcanza los 150 millones de toneladas de mineral de alta ley, más una cantidad similar de mineral diseminado. Los principales son:
- El Carmen
- Los Colorados
- El Algarrobo
- El Tofo
- El Romeral
- Boquerón Chañar